# Ignazio Cassis
Ignazio Cassis (ur. 13 kwietnia 1961 w Sessie) – szwajcarski lekarz i polityk, członek Radykalno-Demokratycznej Partii Szwajcarii (FDP). Od 1 listopada 2017 członek Szwajcarskiej Rady Związkowej. Wiceprezydent Szwajcarii w 2021. Prezydent Konfederacji Szwajcarskiej w 2022.

## Życiorys
Ukończył medycynę na Uniwersytecie Zuryskim. W 2007 został wybrany do Rady Narodowej.
20 września 2017 w drugiej turze został wybrany przez Zgromadzenie Federalne do Rady Federalnej otrzymując 125 z 244 ważnych głosów, stając się 117. Radnym Federalnym od 1848. Objął on urząd 1 listopada 2017 r. i jednocześnie został szefem Departamentu Spraw Zagranicznych, zastępując Didiera Burkhaltera.
9 grudnia 2020 w wyniku wyboru Guy Parmelina na prezydenta Szwajcarii na 2021, został wybrany na wiceprezydenta, zaś 8 grudnia 2021 głosami 156 na 197 deputowanych został wybrany na urząd prezydenta Szwajcarii, który objął 1 stycznia 2022.